# Waterloo (métro de Londres)
Pour les articles homonymes, voir Waterloo (homonymie).
Waterloo (prononcez [ˈwaːtəlʊ], ou avec l'accent cockney, [ˈwoːʔ(ə)lʊ]) est une station des lignes : Bakerloo line, Jubilee line, Northern line et Waterloo & City line du métro de Londres, en zone 1. Elle est située à Waterloo (en) dans le Borough londonien de Lambeth.
La station est en correspondance avec les trains de la National Rail par les gares de Londres-Waterloo et Waterloo-Est, ainsi que par les services de navigation fluviale à London Eye Pier (en).

## À proximité
- London Eye
- London Dungeon
- Gare de Londres-Waterloo
- Gare de Waterloo-Est
- London Eye Pier (en) (navigation fluviale)